# Kanbalik
Kanbalik (kitajsko: 汗八里; pinjin: Hánbālǐ, (mongolsko ᠻᠠᠨᠪᠠᠯᠢᠺ) ali Dadu (kitajsko: 元大都; pinjin: Yuán Dàdū, mongolsko ᠳᠠᠶ᠋ᠢᠳᠤ), dobesedno Velika prestolnica) je bil zimska prestolnica kitajske dinastije Juan v središču sedanjega Pekinga. 
Osrednjo regijo dinastije Juan, ki je obsegala današnji Peking, Hebej, Šandong, Šanši ter dele Henana in Notranje Mongolije, je neposredno upravljal Centralni sekretariat (Džongšu Šeng) in hkrati narekoval politike drugih provinc. Kublajkan in njegovi nasledniki so kot cesarji dinastije Juan po smrti Kublajkanovega brata in predhodnika Möngkeja leta 1259 zahtevali oblast nad celotnim Mongolskim cesarstvom. Takrat še enotno Mongolsko cesarstvo se je postopoma razdrobilo na številne kanate. 
Kanbalik je neposredni predhodnik sodobnega Pekinga. Po mestnih vratih Dadu je poimenovanih več postaj na progah 10 in 13 mestnega prometa.

## Ime
Ime Kanbalik je sestavljeno iz mongolskih in staroujgurskih besed kan in balik (mesto, stalno naselje) in pomeni Kanovo mesto. 
Med Turki in Mongoli je bilo ime v rabi že pred padcem Džongduja in se je nanašalo na mandžurske cesarje iz dinastije Džin. 
Kitajska oblika imena Dadu pomeni "velika prestolnica". Mongoli so mesto imenovali tudi Dajdu. V sodobni kitajščini se imenuje Juan Dadu, da se razlikuje od drugih mest s podobnimi imeni. 

## Zgodovina
V bližini Kanbalika je pred njim stal Džongdu, "osrednja prestolnica" džurčenske dinastije Džin. Džongdu je leta 1215 uničil Džingiskan. V bližjem Jandžingu je bila že pred ustanovitvijo Kanbalika cesarska kovnica, odgovorna za tiskanje papirnatega fiduciarnega denarja džjaočao.
Leta 1264 je Kublajkan obiskal palačo Daning na otoku na jezeru Taije in bil tako očaran nad mestom, da je dal ob jezeru zgraditi svojo prestolnico. Glavni arhitekt in načrtovalec prestolnice je bil Liu Bingdžong, ki je tudi nadziral gradnjo. Pri načrtovanju in gradnji sta sodelovala Liu Bingdžongov učenec Guo Šovdžing in Ihtijar al-Din.
Istočasno se je začela gradnja mestnega obzidja. Gradnja glavne cesarske palače se je začela leta 1274. Zasnova Kanbalika je sledila več pravilom, določenim v konfucijanski klasiki Obredi Džova, vključno z "devetimi navpičnimi in vodoravnimi osmi", "palače spredaj, trgi zadaj", "čaščenje prednikov na levi, čaščenje božanstev na desni". Mesto je bilo obsežno, strogo načrtovano in zgrajeno in popolnoma opremljeno.
Leto po ustanovitvi dinastije Juan leta 1271 je Kublajkan razglasil mesto za svojo prestolnico z imenom Dadu, kot se omenja v Hanziju, ali Kanbalik, kot se navaja v državnih diplomatskih dokumentih, pisanih v mongolščini. Leta 1293 gradnja še ni bila v celoti zaključena. Kublajkan je svoj prejšnji sedež v Šangduju razglasil za svojo poletno prestolnico. 
Skladno s politiko verske strpnosti velikih kanov so bila v Kanbaliku prisotna skoraj vsa velika verstva: judovstvo, daoistične sekte, mongolski šamani, različne hindujske verske skupnosti in druga. Prisotni so bili tudi budisti, muslimani, vzhodni kristjani, katoliki in konfucijanci.
Večina mongolskega plemstva je zelo cenila konfucijance in taoiste. Oboji so spadali med najbolj cenjene svetovalce. V mestu je bil od leta 1307 do ukinitve leta 1357 celo sedež rimskokatoliške nadškofije Kanbalik. Leta 1609 je bil obnovljen kot Pekinška škofija. 
Cesar Hongvu iz dinastije Ming je leta 1368 poslal vojsko na Dadu. Zadnji cesar dinastije Juan je pobegnil na sever v Šangdu. Palače v Kanbaliku so bile zravnane z zemljo, nekdanja prestolnica pa se je preimenovala v Bejping (dobesedno Pacificirani sever). Območje okoli mesta je bilo organizirano kot prefektura Šuntjan. 
Cesarja Hongvuja je nasledil njegov mladi vnuk Džjanven. Njegovi poskusi, da bi obvladal fevde svojih močnih stricev, so izzvali državljansko vojno in na koncu uzurpacijo oblasti s strani njegovega strica, princa Jana. Baza Janove moči je bila v Šuntjanu, vendar se je Jan hitro odločil, da svojo prestolnico preseli na sever v ruševine Bejpinga. Skrajšal je severno mestno obzidje in dodal novo in ločeno obzidano južno okrožje. Po dokončanju gradnje Prepovedanega mesta v južnem delu mesta je mesto razglasil za svojo severno prestolnico Peking. Mesto se z eno samo kratko prekinitvijo tako imenuje še danes.

## Zapuščina
Ruševine dela severnega obzidja Kanbalika iz obdobja dinastije Severni Juan, imenovane Tučeng (dobesedno Zemljeno obzidje),  se nahajajo v pekinškem Parku Tučeng. 
Mongoli iz dinastije Severni Juan s sedežem v Mongoliji so mesto še vedno imenovali Dajdu, četudi so ga Mingi po zasedbi mesta preimenovali.  Žalovanje zadnjega juanskega cesarja Togon Timurja za izgubljenim Kanbalikom in Šangdujem je opisano v številnih mongolskih zgodovinskih kronikah, kot sta Altan Tobči in Asarajči Neretu-jin Teuke.
Kanbalik je dolgo časa ostal standardno ime za Peking v perzijskem in turških jezikih Srednje Azije in Bližnjega vzhoda.
Ko so evropski popotniki v 16. stoletju prek Malake in Filipinov pripluli na Kitajsko, se sprva niso zavedali, da je Kitajska ista država kot Kataj v opisih Marca Pola, niti da je njegov Kambaluk mesto, ki so ga južni Kitajci imenovali Peking. To so odkrili šele ob prvem obisku jezuita Mattea Riccija v Pekingu leta 1598. Na številnih evropskih zemljevidih iz 17. stoletja sta Kitajska in Peking še vedno prikazana kot Kataj in Kanbaluk. 